# Doboj Istok
Doboj Istok je općina nastala nakon Daytonskog sporazuma od dijela prijeratne općine Doboj. Nalazi se u Tuzlanskoj županiji i graniči s općinom Gračanica. Spada u red najmanjih i najbogatijih općina u Bosni i Hercegovini. Jedno je od najgušće naseljenih područja Tuzlanske županije.

## Stanovništvo
Na području općine živi oko 11 000 stanovnika i jedno je od najgušće naseljenih područja Tuzlanske županije gdje na km2 živi 276 stanovnika.
Teritorij općine uglavnom je ruralan i obuhvaća pet naseljenih mjesta, odnosno mjesnih zajednica: Stanić Rijeka, Lukavica Rijeka, Klokotnica, Brijesnica Velika i Brijesnica Mala. Od tih pet naselja koji sačinjavaju područje općine Doboj Istok jedno naselje je s 500 – 1000 stanovnika: Stanić Rijeka (928); dva naselja su s 1000 – 2000 stanovnika: Brijesnica Mala (1766) i Lukavica Rijeka (1163); jedno naselje je s 2000 – 3000 stanovnika: Brijesnica Velika (2145);, a jedno naselje je s preko 5000 stanovnika: Klokotnica (5027).
Naseljena mjesta Stanić Rijeka, Klokotnica, Brijesnica Mala i Brijesnica Velika prometno su povezane Magistralnim putem Doboj – Tuzla, dok je naseljeno mjesto Lukavica Rijeka s ostalim naseljenim mjestima područja općine povezano lokalnim putem Klokotnica – Lukavica – Lukavica Rijeka.
Tijekom posljednjeg rata u BiH, na području općine Doboj Istok, utočište iz drugih naseljenih mjesta, zbog ratnog vihora, našlo je oko 3000 raseljenih osoba i izbjeglica, čime je stanovništvo općine Doboj pokazalo izuzetno veliku humanost.

## Naseljena mjesta
- Brijesnica Mala
- Brijesnica Velika
- Klokotnica
- Lukavica Rijeka (dio)
- Stanić Rijeka (dio)

## Povijest
Općina Doboj Istok, kao administrativna jedinica, službeno je, Zakonom o konstituiranju novih općina u Federaciji Bosne i Hercegovine i izmjeni područja općina podijeljenih međuentitetskom i međukantonalnom crtom ("Službene novine FBiH", broj: 6/98). konstituirana 22. siječnja 1998. godine. 
Općina Doboj Istok utemeljena je 10. ožujka 1998. godine od pet naseljenih mjesta istočnog dijela prijeratne općine Doboj. Prostor općine Doboj Istok bio je naseljen još u srednjem vijeku, o čemu govore brojni ostatci materijalne kulture, stećci i nišani, sačuvani do danas.
Nazivi se naseljenih mjesta Brijesnica i Klokotnica, u povijesnim ispravama, spominju još 1528. godine, dok se naselja Lukavica Rijeka i Stanić Rijeka spominju 1533. godine.
Najviše povijesne ostavštine na području općine iz razdoblja je turske vladavine. Gotovo u svakom naselju općine Doboj postoje turska groblja, javne česme te sakralni objekti.

## Gospodarstvo
Iako se ekonomija naseljenih mjesta u općini prije rata bazirala uglavnom na poljoprivrednoj proizvodnji danas je područje općine Doboj Istok prepoznatljiva atraktivna poduzetnička sredina, orijentirana ka razvoju male privrede, odnosno malih i srednjih poduzeća. Regionalno je prepoznatljiva po industriji zdrave hrane, metalne i drvoprerađivačke industrije, tekstilne, trgovinske i ugostiteljske djelatnosti, što je ujedno i osnovna vizija privrednog razvoja općine.
Danas postoji oko 200 privrednih subjekata, kako pravnih tako i fizičkih osoba. Veliki poljoprivredni potencijal, pogodni klimatski uvjeti, razvijena infrastruktura te povoljan geografski položaj otvaraju i pružaju općini vrata za dalji, brži i bolji razvoj.
Općina Doboj Istok raspolaže i značajnim prirodnim resursima, koji se ogledaju prije svega u poljoprivrednom i šumskom zemljištu, velikim brojem izvora za opskrbu vodom te rudnim bogatstvima. Poljoprivredno zemljište zauzima 43,07 % dok šumsko zemljište zauzima 27,43 % ukupne površine općine.
Glavni privredni resursi ove općine, na čemu je i bazirana ukupna ekonomska situacija općine, nalaze se u proizvodnji hrane, tekstilne industrije i građevinarstva. Osim toga, potencijala ima i u sektorima poput ugostiteljstva i zanatstva te trgovine.
Bez obzira na relativno veliki potencijal za privredni razvoj i ekonomsku stabilnost općine, prisutna je velika nezaposlenost radno sposobnih osoba. Tako je u Uredu za zapošljavanje općine, sa stanjem 30. lipnja 2005. godine registirano 2866 nezaposlenih osoba. Od tog broja s VSS nezaposleno je 14, s VŠS 19, sa SSS 467, VKV radnika 33, KV radnika 1379, PKV radnika 58, dok je NKV radnika ukupno nezaposleno 89.
Od ukupnog broja nezaposlenih osoba njih 605 nikada nije započelo radni odnos, a to su uglavnom KV radnici raznih struka mlađe životne dobi.

## Poznate osobe
- Muhamed Konjić, nogometaš

## Šport
Organizirani oblici športskog života na prostorima općine Doboj Istok počinju još 1948. godine utemeljenjem Nogometnog kluba "Mladost", Brijesnica, koji je u to vrijeme okupljao omladinu s ovoga područja.
Danas na prostoru općine djeluje Sportski savez Općine, koji okuplja pet športskih klubova i to: Nogometni klub "Mladost", Brijesnica, Nogometni klub "Doboj Istok", Klokotnica, Karate klub "Doboj Istok", Stonoteniski klub "Spin" te Atletski klub "Doboj Istok".
U općini djeluje airsoft klub 'Marksmen'. Airsoft je vojni simulacijski šport, sličan paintballu, u kojem se upotrebljavaju replike vatrenog oružja, koje izbacuju kuglice od tvrde plastike. Osnovan je 2019. godine.
U Klokotnici se takođe nalazi teretana pod nazivom Homik sport.
Na području općine od 2017. godine djeluje i malonogometni klub "FC Lilium" koji se natječe u 1. malonogometnoj ligi FBiH.